# 강화 분청사기 요지
강화 분청사기 요지(江華 分靑沙器 窯址)는 인천광역시 강화군 화도면 사기리에 있는 요지이다. 1986년 4월 1일 강화군의 향토유적 제18호로 지정되었다.

## 개요
화도면 사기리 대사부락 입구 도로변에서 약 30m 떨어진 야산 50㎡에 걸쳐 위치해 있다. 고려시대의 분청사기 요지로서 가마는 발견할 수 없으나 굽다가 버린 도기의 파편이 주변에 산재되어 있다. 고려자기의 대부분이 12세기 전후의 것이며 또 그 제조 기술이 가장 발달했던 때가 강화 천도 당시 였음을 생각할 때 이 곳은 도요지 연구에 매우 귀중한 자료가 되고 있다. 이 분청사기요지가 위치해 있는 사기리란 지명도 여기에서 유래된 것임을 알 수 있다.